# Tuc de Ratera
El Tuc de Ratera és una muntanya de 2.861 metres que es troba entre els municipis d'Espot al Pallars Sobirà i Naut Aran a la Vall d'Aran.
Aquest cim està inclòs al llistat dels 100 cims de la FEEC.